# Farag Foda
Farag Foda (àrab: فرج فودة, Faraj Fūda; IPA: [ˈfɑɾɑj ˈfoːdæ]) (Al-Zarqa, 20 d'agost de 1945 - el Caire, 8 de juny de 1992) va ser un professor, escriptor, periodista i activista pels drets humans egipci. Va ser assassinat el 8 de juny de 1992 per membres del grup islamista Al Gama'a Al Islamya (‘la Comunitat Islàmica’) després de ser acusat de blasfèmia per un comitè d'ulemes de la Universitat d'al-Azhar. Foda va ser una de les 202 persones assassinades «per motivació islamista» a Egipte entre març de 1992 i setembre de 1993. El desembre de 1992, les seves obres col·leccionades van ser prohibides.

## Trajectòria
Foda va néixer a Al-Zarqa, prop de Damiata, al delta del Nil. Als anys 1960 va estudiar a la facultat d'agricultura de la Universitat Ain Shams i el juny de 1967 hi va obtenir la llicenciatura d'economia agrícola. Posteriorment va treballar en aquesta universitat com a ajudant de professor d'economia agrícola al mateix temps que hi seguia estudiant. D'aquesta forma, el 1975 va obtenir un màster en la matèria i el desembre de 1981 s'hi va doctorar amb una tesi que tenia per títol L'economia de racionalització de l'ús de l'aigua de reg a Egipte. En acabat, va treballar com a professor a la Universitat de Bagdad, a l'Iraq, i com a economista en alguns laboratoris d'idees internacionals, a partir dels quals va fundar el Fuda Consulting Group, una entitat especialitzada en estudis d'avaluació de projectes.
També va escriure nombrosos llibres i va col·laborar com a columnista a mitjans de comunicació egipcis, com ara el setmanari الأحرار (‘Els lliures') i la revista أكتوبر (‘Octubre’). Va escriure durant una època de renaixement islàmic i una creixent influència de l'islamisme, tant violent com no violent. El 1979, a l'Iran, els islamistes havien enderrocat el xa Mohammad Reza Pahlavi. El 1983, militants suïcides de Hesbol·là van destruir les casernes de les tropes estatunidenques i franceses estacionades a Beirut, matant a centenars de militars estrangers. A Egipte, alguns que afirmaven ser intel·lectuals marxistes, com ara Muhammad Imara o Tariq al-Bishri, es van convertir a l'islamisme. A les universitats i oficines governamentals, les barbes llargues es van fer habituals i el hijab es va convertir en una norma obligatòria més que en una excepció. A principis de la dècada de 1980, els radicals islàmics van assassinar el president Ànwar el-Sadat i van atacar esglésies, cases i botigues de coptes. En alguns pobles en què el govern no tenia poder ni autoritat, els coptes van denunciar l'extorsió mitjançant el cobrament del tribut islàmic conegut com a jizya; de 1992 a 1998, els islamistes, inclòs el grup que van assassinar Foda, van dur a terme una insurrecció contra el govern egipci durant la qual van morir almenys 796 policies, soldats i civils egipcis, incloent desenes de turistes estrangers. Yusuf al-Qaradawi, l'ideòleg dels Germans Musulmans, va culpar de la violència extremista, en part, al fet que el govern egipci no col·locava l'islam en «el lloc que es mereix en el govern, la legislació i l'orientació».

### Punts de vista i opinions
Durant aquells anys, Foda va ser dels pocs que defensaven el laïcisme i els drets humans occidentals, i va ser conegut pels seus articles crítics i sàtires del fonamentalisme islàmic a Egipte. En molts articles periodístics, va assenyalar el que ell creia que eren els punts febles de la ideologia islamista i el que suposaria l'acceptació de la demanda islamista d'instaurar la xaria, preguntant-se com tractaria problemes concrets com l'escassetat d'habitatges. Va criticar específicament les principals figures islamistes com Anwar al-Jundi, que havia criticat el règim secularista i anti-Germans Musulmans de Gamal Abdel Nasser en un llibre de 1965, i Muhammad al-Hayyawan, un líder dels Germans Musulmans que havia atribuït el terratrèmol armeni de 1988 al càstig de Déu a la Unió Soviètica «atea», però que, en canvi, no va oferir cap explicació per al terratrèmol mortal de 1990 a l'Iran.
Tot i ser acusat d'apòstata, Foda argumentava que defensava l'islam contra la seva distorsió per part dels islamistes, afirmant que «l'islam és una religió i els musulmans són éssers humans; la religió és irreprensible, mentre que els humans cometem errors». Després que un periòdic islamista condemnés com a immoral l'emissió a la televisió del ballet El llac dels cignes, va argumentar que el problema rau en «l'espectador o televident (muixàhid) més que no pas en la visió o el que es veu (muixàhad)» i va citar passatges d'un llibre de 1979, La jurisprudència sobre la mirada a l'islam, que commina els homes a evitar mirar tant les dones com els homes i, «en particular, els nois de cara llisa». En una columna a la revista Octubre, poc abans de la seva mort, va lamentar que «el món que ens envolta està ocupat amb la conquesta de l'espai, l'enginyeria genètica i les meravelles de l'ordinador», mentre que els estudiosos musulmans es preocupen pel sexe al paradís.

## Assassinat
El 8 de juny de 1992, després de deixar el seu despatx, va ser assassinat a trets per dos assassins. El seu fill i altres persones presents al lloc dels fets van resultar ferits greus en l'atac. Segons els informes, els dos pistolers havien estat «seguint els moviments de Farag Foda i vigilant la seva casa a la zona d'Al-Nuzha a Heliòpolis durant diverses setmanes». El grup gihadista Al-Gama'a al-Islamiyya va reivindicar la responsabilitat de l'acció. Abans de la seva mort, havia estat acusat de blasfèmia per la Universitat d'al-Azhar. L'ulema d'Al-Azhar havia adoptat una fàtua anterior del xeic d'al-Azhar, Gad al-Haq, acusant Foda i altres escriptors secularistes de ser «enemics de l'islam».
En una declaració reivindicativa de l'assassinat, Al-Gama'a al-Islamiyya va acusar Foda de ser un apòstata de l'islam, advocant per la separació de la religió i l'estat així com afavorir el sistema legal existent a Egipte en lloc de l'aplicació de la xaria. El grup es va referir explícitament a una fàtua d'Al-Azhar quan va anunciar la responsabilitat. Vuit dels tretze islamistes jutjats per l'assassinat van ser posteriorment absolts.
Un dels implicats en l'assassinat, Abu El'Ela Abdrabu, va sortir de la presó el 2012 després de complir la seva condemna. En una entrevista que es va emetre a Al-Arabiya TV el 14 de juny de 2013 (traduït per MEMRI), va defensar l'assassinat de Foda, afirmant que «el càstig per a un apòstata és la mort, fins i tot si es penedeix» i que «[si] el governant no aplica la xaria, qualsevol ciutadà té dret a dur a terme el càstig de Déu». Abdrabu també va declarar que «Farag Foda ha mort i rebrà el seu just merescut [sic] en el més enllà». Quan se li va preguntar sobre els sentiments dels fills de Foda, Abdrabu va acusar l'entrevistador d'utilitzar «mètodes verinosos» contra ell, i després va dir «permeteu-vos preguntar-vos si algú que va maleir el Profeta i les seves dones no us va fer mal? Què et provoca més dolor i pena? Si dius que Farag Foda és un creient, hauries de reexaminar la teva fe».
La filla gran de Foda, Samar, va rebutjar les afirmacions sobre la suposada apostasia del seu pare, afirmant: «El meu pare era un pensador en el sentit complet de la paraula i defensava de tot cor la religió moderada. Repto als seus assassins si poguessin detectar un sol text en els seus escrits contra la religió».

## Obres publicades
Foda va escriure 12 llibres en àrab:
- 1984: الحقيقة الغائبة, La veritat oculta.
- 1984: قبل السقوط, Abans de caure.
- 1985: الطائفية إلى أين؟, Cap a on va el sectarisme?, amb Younan Labib Rizk (1933-2008) i Khalil Abdel Karim (1930-2007).
- 1985: الملعوب, L'enganxat.
- 1987: حوار حول العلمانية, Diàleg sobre el secularisme.
- 1988: نكون أو لا نكون, Ser o no ser.
- 1990: زواج المتعة, El matrimoni de plaer.
- حوارات حول الشريعة, Diàlegs sobre la xaria.
- الوفد والمستقبل, La delegació i el futur.
- حتى لا يكون كلاما في الهواء, Fins que no hi hagi paraules a l'aire.
- النذير, El pronòstic.
- الإرهاب, El terrorisme.